# براتيبا باتيل
براتيبها باتيل (بالماراثية: प्रतिभा पाटील)؛ (19 ديسمبر 1934 -)، رئيسة الهند. كانت منذ عام 1962 حتى عام 1985 نائبة في برلمان ولاية ماهراشترا، وفي عام 2004 عينت حاكمة لولاية رجستهان.
وفي 19 يوليو 2007 حققت فوزا ساحقا لتكون أول امرأة تشغل منصب رئاسة الهند متفوقة على منافسها نائب الرئيس المنتهية ولايته بهايرون سينغ شكاوات بأكثر من 300,000 صوت.

## بدايتها
ولدت براتيبها ديفيسينج باتيل في 19 ديسمبر 1934 في مدينة جالجوان في ولاية ماهاراشترا, وكان عمرها 13 سنة عندما حصلت الهند على استقلالها, درست في مدينتها ثم أكملت دراستها في مدينة مومباي, وحصلت على درجة جامعية في القانون ومارست المحاماة في مدينتها جالجوان, وهي لاعبة تنس طاولة معروفة. عندما بلغت من العمر 27 سنة انتخبت نائبة في برلمان ولاية ماهراشترا عام 1962.
تزوجت براتيبها في 7 يوليو 1965 من الدكتور دفيسنغ رانسينغ شخوات ولم تتلقب باسم أسرة زوجها ولديها منه ولد وبنت

## حياتها السياسية
تولت العديد من الوزارات في مجلس الوزراء فيما لا يقل عن 6 وزارات في الفترة من (1962 - 1985), تولت فيها وزارات الصحة والإسكان والتعليم. أصبحت نائبة رئيس مجلس الشيوخ “راجيا سابهي” لمدة سنتين (نوفمبر 1986 - نوفمبر 1988)، وفي نفس العام عينها راجيف غاندي رئيس الوزراء الهندي السابق, رئيسة حزب المؤتمر بولاية ماهاراشترا, وبقيت في قيادة الحزب العليا, واختارت أن تبقى في حزب المؤتمر حتي بعدما فقدت منصبها. ابتعدت عن السياسة في فترة التسعينات وعادت بعدها للسياسة في 8 نوفمبر 2004 إثر تعيينها حاكمة لولاية رجستهان حتى 23 يوليو 2007. ويذكر أن براتيبها باتيل لم تخسر في حياتها أية انتخابات خاضتها.

## رئاسة الهند
ترشحت لرئاسة الهند في 14 يونيو 2007، وفي 19 يوليو 2007 ظهرت نتائج التصويت, بفوزها بـ 638,116 متفوقة على أقرب منافسيها نائب الرئيس المنتهية ولايته بهايرون سينغ شكاوات الذي حصل على 331,306 صوت, مما يعني أن براتيبها باتيل هي أول امرأة تصبح رئيسة للهند. وتسلمت منصبها في 25 يوليو 2007 خلفا للرئيس السابق أبو بكر زين العابدين عبد الكلام.

## روابط خارجية
- براتيبا باتيل على موقع الموسوعة البريطانية (الإنجليزية)
- براتيبا باتيل على موقع مونزينجر (الألمانية)
- براتيبا باتيل على موقع إن إن دي بي (الإنجليزية)